# Primera División de Uruguay 1936
Liga Profesional de Primera División 1936 var den 34:e säsongen av Uruguays högstaliga i fotboll, och femte säsongen som ligan spelades på professionell nivå. Ligan spelades som ett seriespel där samtliga lag mötte varandra vid två tillfällen. Totalt spelades 90 matcher med 287 gjorda mål.
Peñarol vann sin 14:e titel som uruguayanska mästare.

## Deltagande lag
10 lag deltog i mästerskapet, samtliga från Montevideo.

## Resultat
| Nr | Lag                  | S  | V  | O | F  | GM | IM | MS  | P  |
| -- | -------------------- | -- | -- | - | -- | -- | -- | --- | -- |
| 1  | Peñarol              | 18 | 14 | 2 | 2  | 40 | 12 | +28 | 30 |
| 2  | Nacional             | 18 | 12 | 3 | 3  | 40 | 22 | +18 | 27 |
| 3  | Rampla Juniors       | 18 | 10 | 3 | 5  | 34 | 26 | +8  | 23 |
| 4  | River Plate          | 18 | 10 | 3 | 5  | 29 | 24 | +5  | 23 |
| 5  | Montevideo Wanderers | 18 | 8  | 3 | 7  | 32 | 27 | +5  | 19 |
| 6  | Central FC           | 18 | 6  | 3 | 9  | 24 | 30 | −6  | 15 |
| 7  | IA Sud América       | 18 | 4  | 5 | 9  | 20 | 31 | −11 | 13 |
| 8  | Bella Vista          | 18 | 5  | 2 | 11 | 26 | 36 | −10 | 12 |
| 9  | CA Defensor          | 18 | 4  | 3 | 11 | 24 | 37 | −13 | 11 |
| 10 | Racing Club          | 18 | 2  | 3 | 13 | 18 | 42 | −24 | 7  |